# Gerdius alutaceus
Gerdius alutaceus är en stekelart som först beskrevs av Pierre L. G. Benoit 1952.  Gerdius alutaceus ingår i släktet Gerdius och familjen brokparasitsteklar. Inga underarter finns listade i Catalogue of Life.